# Acatistier
Acatistierul este o culegere de acatiste. În România, primul Acatistier într-o ediție sinodală (i.e. cu aprobarea Sfântului Sinod al Bisericii Ortodoxe Române) s-a publicat anul 1971. Edițiile sinodale ale Acatistierului pot fi considerate "cărți de cult" în biserici și parohii, și sunt folosite ca atare de către preoți și slujitori. Biserica recomandă prudență din partea preoților și credincioșilor pentru edițiile de Acatistier care nu au girul Bisericii, pentru faptul că acestea pot conține acatiste de proveniențe nesigure și promovând erori dogmatice sau de spiritualitate ortodoxă.Cele mai cunoscute acatiste sunt închinate: Domnului nostru Iisus Hristos, Maicii Domnului, Sfintei Cruci, Cuvioasei Parascheva, Sfinților Arhangheli Mihail și Gavriil, Sfântului Mucenic Mina, Sfântului Ierarh Nicolae, Sfântului Gheorghe etc.